# 베타프로테오박테리아
베타프로테오박테리아(Betaproteobacteria)는 프로테오박테리아문에 속하는 세균 강의 하나이다. 베타프로테오박테리아는 다른 모든 프로테오박테리아처럼 그람-음성균이다.
베타프로테오박테리아는 여러 호기성 또는 통성혐기성세균 군으로 이루어져 있으며, 활성 정도의 범위가 매우 높지만, 화학무기영양균(예를 들어, 암모니아-산화균속 Nitrosomonas)과 일부 빛의존균(Rhodocyclus 및 Rubrivivax), 유아에게 발생하는 백일해의 원인균인 백일해균도 포함하고 있다.
베타프로테오박테리아는 다양한 종류의 식물의 질소 고정 과정에서 식물에서 중요한 화학 작용에 필요한 아질산염을 만들기 위해 암모늄을 산화시키는 역할을 한다. 이들 중 많은 종이 폐수 또는 흙과 같은 환경 시료에서 발견된다. 이 세균 강에 속하는 병원성 균은 네이세리아균과(gonorrhea,meningitis)와 버콜데리아속(Burkholderia)이 있다.

## 하위 분류
| - 부르크홀데리아목 (Burkholderiales) - Ferritrophicales - Gallionellales - Hydrogenophilales - Methylophilales | - Neisseriales - Nitrosomonadales - Procabacteriales - Rhodocyclales |